# Bill (Luksemburg)
Bill – mała miejscowość (lieu-dit) w środkowym Luksemburgu, w kantonie Mersch, w gminie Helperknapp. Do 3 października 2015 miejscowość leżała w dystrykcie Luksemburg, a do 31 grudnia 2017 należała do gminy Boevange-sur-Attert.  